# Мерлон
Мерло́н (фр. merlon — «виступ», «зубець») — зубець або парапетний виступ на мурованій фортечній будівлі (порівняйте, канджури, машикулі); частина бруствера, насипу між двома амбразурами, бійницями у земляній фортеці. Елемент кренеляжу.
Форму зубця із загостреним роздвоєнням верху від середини в сторони називають «хвостом ластівки».

## Галерея

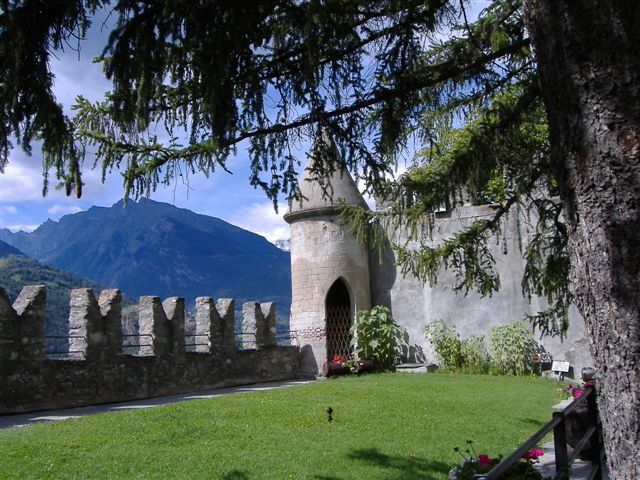
Замок Сен-П'єр, Вале д'Аоста
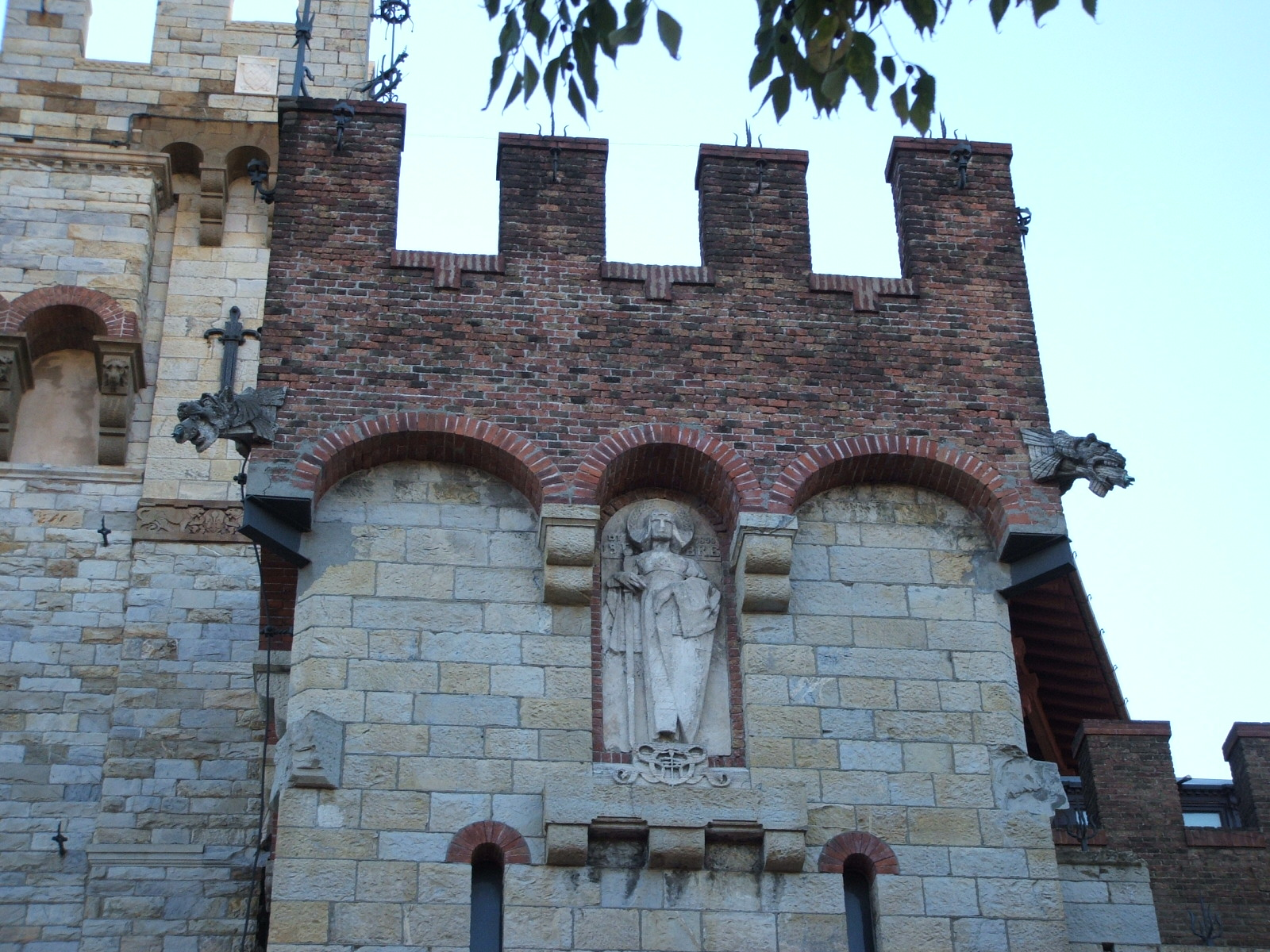
Замок Макензі, Генуя
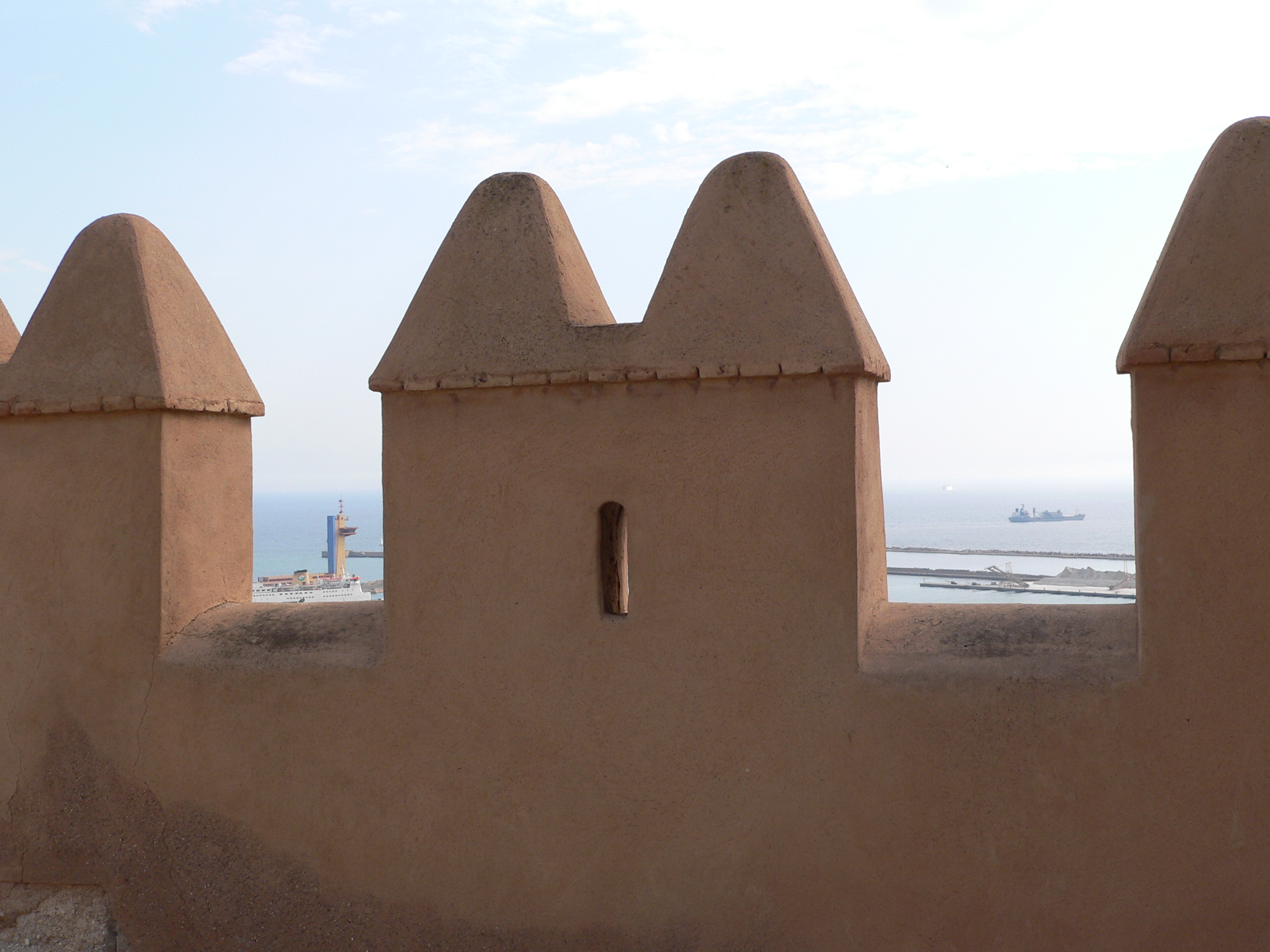
Алькасаба, Альмерія
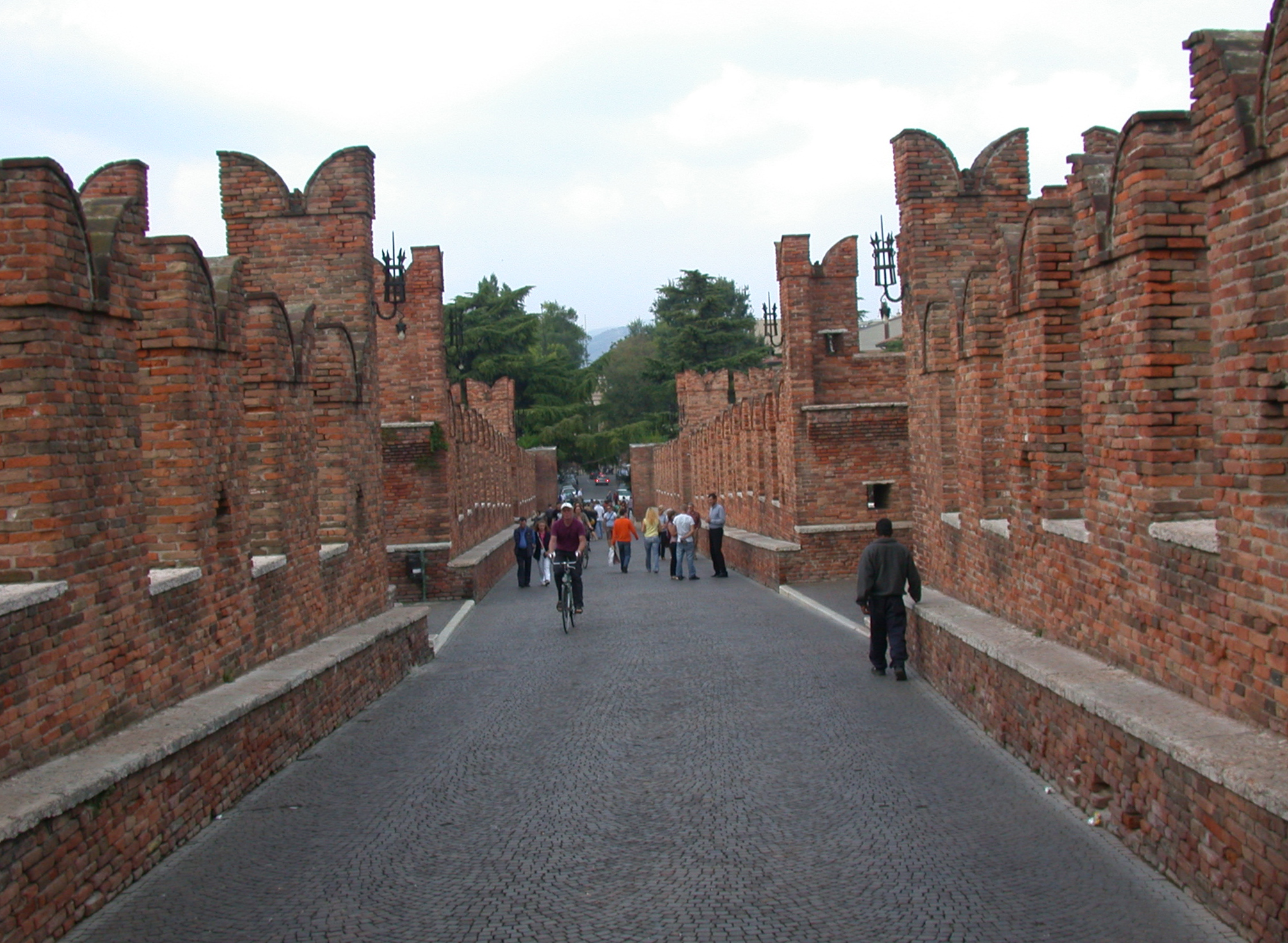
Понте ді Кастельвеккіо у Вероні — «хвіст ластівки»